# موریس مانیفیکا
موریس مانیفیکا (فرانسوی: Maurice Manificat‎؛ زادهٔ ۴ آوریل ۱۹۸۶) اسکی‌باز صحرانوردی اهل فرانسه است.